# Androzeugma tenuis
Androzeugma tenuis là một loài bướm đêm trong họ Geometridae.